# Montfort-sur-Risle
Montfort-sur-Risle és un municipi francès situat al departament de l'Eure i a la regió de Normandia. L'any 2007 tenia 839 habitants.

## Demografia

### Població
El 2007 la població de fet de Montfort-sur-Risle era de 839 persones. Hi havia 375 famílies de les quals 125 eren unipersonals (28 homes vivint sols i 97 dones vivint soles), 101 parelles sense fills, 89 parelles amb fills i 60 famílies monoparentals amb fills.
La població ha evolucionat segons el següent gràfic:
Habitants censats

### Habitatges
El 2007 hi havia 417 habitatges, 381 eren l'habitatge principal de la família, 7 eren segones residències i 29 estaven desocupats. 293 eren cases i 102 eren apartaments. Dels 381 habitatges principals, 218 estaven ocupats pels seus propietaris, 156 estaven llogats i ocupats pels llogaters i 7 estaven cedits a títol gratuït; 6 tenien una cambra, 25 en tenien dues, 81 en tenien tres, 128 en tenien quatre i 141 en tenien cinc o més. 277 habitatges disposaven pel capbaix d'una plaça de pàrquing. A 208 habitatges hi havia un automòbil i a 110 n'hi havia dos o més.

### Piràmide de població
La piràmide de població per edats i sexe el 2009 era:
| Homes | Edats   | Dones |
| ----- | ------- | ----- |
| 0     | 95 o +  | 0     |
| 8     | 90 a 94 | 4     |
| 8     | 85 a 89 | 32    |
| 8     | 80 a 84 | 8     |
| 8     | 75 a 79 | 16    |
| 24    | 70 a 74 | 20    |
| 32    | 65 a 69 | 24    |
| 8     | 60 a 64 | 20    |
| 4     | 55 a 59 | 32    |
| 32    | 50 a 54 | 32    |
| 40    | 45 a 49 | 28    |
| 24    | 40 a 44 | 16    |
| 48    | 35 a 39 | 40    |
| 20    | 30 a 34 | 28    |
| 36    | 25 a 29 | 12    |
| 4     | 20 a 24 | 24    |
| 48    | 15 a 19 | 24    |
| 36    | 10 a 14 | 32    |
| 48    | 5 a 9   | 28    |
| 8     | 0 a 4   | 24    |

## Economia
El 2007 la població en edat de treballar era de 507 persones, 340 eren actives i 167 eren inactives. De les 340 persones actives 301 estaven ocupades (168 homes i 133 dones) i 39 estaven aturades (17 homes i 22 dones). De les 167 persones inactives 64 estaven jubilades, 36 estaven estudiant i 67 estaven classificades com a «altres inactius».

### Ingressos
El 2009 a Montfort-sur-Risle hi havia 359 unitats fiscals que integraven 806,5 persones, la mediana anual d'ingressos fiscals per persona era de 16.281 €.

### Activitats econòmiques
Dels 56 establiments que hi havia el 2007, 2 eren d'empreses extractives, 4 d'empreses alimentàries, 1 d'una empresa de fabricació d'altres productes industrials, 1 d'una empresa de construcció, 12 d'empreses de comerç i reparació d'automòbils, 2 d'empreses de transport, 7 d'empreses d'hostatgeria i restauració, 5 d'empreses financeres, 4 d'empreses immobiliàries, 4 d'empreses de serveis, 10 d'entitats de l'administració pública i 4 d'empreses classificades com a «altres activitats de serveis».
Dels 16 establiments de servei als particulars que hi havia el 2009, 1 era una oficina d'administració d'Hisenda pública, 1 gendarmeria, 1 oficina de correu, 2 oficines bancàries, 1 taller de reparació d'automòbils i de material agrícola, 1 autoescola, 1 lampisteria, 3 perruqueries, 3 restaurants i 2 agències immobiliàries.
Dels 15 establiments comercials que hi havia el 2009, 1 era una botiga de més de 120 m², 3 fleques, 5 carnisseries, 1 una peixateria, 1 una botiga de roba, 1 una sabateria, 2 drogueries i 1 una joieria.
L'any 2000 a Montfort-sur-Risle hi havia 12 explotacions agrícoles.

## Equipaments sanitaris i escolars
El 2009 hi havia 1 farmàcia i 1 ambulància.
El 2009 hi havia una escola elemental. Montfort-sur-Risle disposava d'un col·legi d'educació secundària amb 364 alumnes.

## Poblacions més properes
El següent diagrama mostra les poblacions més properes.